# Lisner
Lisner – spółka z siedzibą w Poznaniu, produkująca przetwory rybne, w szczególności na bazie śledzi, a także pasty i sałatki.

## Historia
Nazwa firmy pochodzi od niemieckiego rodu Lisner. Wzmianki o przedsiębiorstwie pojawiły się po raz pierwszy w rejestrze handlowym Nadrenii Westfalii w 1765 roku. Początkowo działalność Lisnera związana była z odławianiem łososi i przygotowywaniem przetworów z tej ryby. W drugiej połowie XIX w. przedsiębiorstwo rozpoczęło połów oraz przetwarzanie śledzi, z czego znane jest po dziś dzień.
Od 1991 roku Lisner produkuje swoje wyroby w Polsce, rozpoczął działalność w zakładzie w Wolsztynie, by po trzech latach przenieść ją do Poznania. W 1998 roku marka weszła w skład brytyjskiego koncernu spożywczego Uniq Plc, specjalizującego się w produkcji wyrobów chłodzonych. Wejście w skład Uniq Plc pozwoliło firmie zdobyć również nowe doświadczenia w zakresie eksportu oraz możliwość realizacji zagranicznych kontraktów – najczęściej dotyczących eksportu do krajów europejskich, w szczególności na rynek niemiecki.
W 2004 roku fabryka w Poznaniu została rozbudowana i zmodernizowana. W 2010 roku doszło do zawarcia porozumienia pomiędzy Uniq Plc a holdingiem HK Food, na mocy którego przedsiębiorstwo Lisner stało się częścią Grupy Homann – jednym z największych podmiotów działających w kategorii delikatesów rybnych w Europie. Koncern w swoim portfolio ma wiele europejskich marek, takich jak: Homann, Nadler, Hamker, Pfennigs and Hopf, Polarica oraz Nordsee. 
Obecnie firma Lisner jest częścią koncernu spożywczego UTM (Unternehmensgruppe Theo Müller) – ogólnoeuropejskiego koncernu spożywczego, który najbardziej znany jest jako właściciel marki produktów mlecznych Müller. W 2010 roku UTM stał się większościowym akcjonariuszem holdingu HK Food i należących do niego marek, natomiast rok później został zakończony proces integracji podmiotów należących do HK Food, w tym marki Lisner, ze strukturami koncernu UTM.
Aktualnie firma zatrudnia 900 osób, stale wzmacniając i rozbudowując główną markę Lisner, w której przodują produkty z filetów śledziowych (filety w sosach, matjasy, ryby w marynatach olejowych i octowych, łosoś wędzony, Śledzik Na Raz, Krewetka i Łosoś na Raz). W ofercie firmy można znaleźć też pasty kanapkowe (Pastella), hummusy oraz sałatki (O Mamo!).

## Nagrody i wyróżnienia
Firma Lisner na przestrzeni swojej historii zdobywała wiele prestiżowych nagród przyznawanych zarówno przez media i instytucje związane z branżą spożywczą, jak i z marketingiem. Wśród tych wyróżnień znalazły się m.in.:
- Złoty Paragon 2018 – Nagroda Kupców Polskich – dla lidera sprzedaży w kategorii „Ryby i przetwory rybne” za produkt: Śledzik na Raz z cebulką, 100 g;
- Przebój FMCG 2012 – nagroda magazynu „Życie Handlowe” – za produkt: Matjasy w sosach śmietanowym i tzatziki;
- Przebój FMCG 2013 – nagroda magazynu „Życie Handlowe” – za rybne pasty kanapkowe Pastella;
- Effie Award 2015 w kategorii „Żywność” za kampanię „Lisner na kolację”;
- Perła Rynku FMCG 2017 – złoto w kategorii „Ryby i przetwory rybne” za produkt: Śledzik na Raz Swojskie Smaki (w sosie chrzanowym z jabłkiem, ze smażoną cebulką, ze smażoną cebulką na ostro);
- Złota Płetwa Reklamy 2013 za zajęcie I miejsca w konkursie na najlepszą kampanię promocyjną ryb i produktów rybnych organizowanym przez Stowarzyszenie Rozwoju Rynku Rybnego za akcję „To musi być Lisner”.